# Claye
Claye – była miejscowość i gmina we Francji, w regionie Kraj Loary, w departamencie Wandea. Miejscowość w 2000 roku weszła w skład gminy La Bretonnière-la-Claye.
Według danych na rok 1990 gminę zamieszkiwało 51 osób, a gęstość zaludnienia wynosiła 16 osób/km² (wśród 1504 gmin Kraju Loary Claye plasuje się na 1128. miejscu pod względem liczby ludności, natomiast pod względem powierzchni na miejscu 1207.).